# 선천성 대사 이상
선천성 대사 이상(先天性代謝異常, 영어: inborn errors of metabolism)은 물질대사의 선천적 질병을 수반하는 유전성 질환의 큰 계열을 형성한다. 선천성 대사 장애, 선천성 대사 이상 질환, 유전성 대사 이상 질환, 신생아 대사 이상이라고도 한다.
이 용어는 1908년 영국의 의사 아치볼드 개로드(1857~1936년)에 의해 만들어졌다. 그는 알캅톤뇨증의 연구에 기반한 1유전자 1효소설을 재구성한 것으로 유명하다. 그의 책 《선천성 대사 이상》(Inborn Errors of Metabolism)은 1923년 출판되었다.

## 치료
- 식사량 제한
- 식사량 보충
- 비타민
- 투석
- 효소 보충
- 유전자 치료
- 골수 및 장기 이식
- 증후군 및 합병증 치료
- 출생 전 진단